# Almaluez
Almaluez es un municipio y localidad española de la provincia de Soria, en la comunidad autónoma de Castilla y León. Pertenece a la comarca de Campo de Gómara.

## Geografía

### Medio ambiente
En su término e incluidos en la Red Natura 2000 los siguientes lugares:
- Zona Especial Protección de Aves conocida como Monteagudo de las Vicarías ocupando 3883 hectáreas, el 24% de su término.[3]

## Historia

Término municipal de Almaluez

Se identifica la toponimia de Almaluez de origen vasco: «10. ALMALUEZ (So) En García de Diego (1959, 105) el topónimo soriano Maya se explica, a través del vasco, como ´mesa, rellano en una altura´, por tanto deberíamos suponer que es una forma híbrida que alude a ´la meseta pequeña´. Tal vez sea un compuesto del artículo árabe AL y de la voz MALA "salina", siendo Almaluez una forma diminutiva:´las salinas pequeñas´».
En época celtibera la localidad se encontraba ubicada junto al cerro Monóbar (aprox. a un km de la ubicación actual hacia Santa María de Huerta). El yacimiento fue excavado por Blas de Taracena en 1933 y 1934 «donde halló muros celtibéricos bajo un estrato medieval, al parecer árabe, de tiempos del Califato. Al pie del cerro, descubrió una vivienda dónde se hallaron varias tinajas... Al sudoeste del cerro, excavó una necrópolis de incineración de 322 tumbas, utilizada a finales del siglo IV y durante la primera mitad del siglo III a. C.,...» Los vestigios encontrados se encuentran depositados en le Museo Arqueológico Nacional (Madrid) y en el Museo Numantino (Soria).
Según la tesis doctoral de Raquel Liceras Garrido el cerro Monóbar fue un santuario extraurbano celtíbero, «donde en ciertos momentos del año, las gentes se congregarían con una serie de motivaciones sociales, simbólicas, religiosas e incluso económicas que fomentarían el sentimiento de pertenencia a la comunidad».
Hacia 1319 Bernat Ricart, ciudadano de Barcelona, adquiere el señorío de Almaluez, antigua aldea de Medinaceli, a Diego García de Toledo, onsejero del rey Fernando IV 
En 1564 aparecen los distritos mineros y se empiezan a registrar minas de metales, quedando constancia que en 1572 se registra una solicitud de mina, de sustancia desconocina, en Almaluez a favor de Francisco Vázquez (criado de la Reina), Juan de la Parra, Gabriel de Peñalver, Pedro Pastrana y Gaspar Coronel; en 1588 se registra una solicitud de mina, de sustancia Oro-Plata, en Almaluez y Utrilla a favor de Francisco Gil.
Hay constancia de una solicitud dirigida a la Secretaria del Real Patronato de Castilla por el Obispo de Sigüenza Francisco Díaz Santos Bullón a favor del vicario general Alfonso Lucena, dónde pedía ayuda para este por las dificultades para mantenerse por sus años de servicio, sus problemas de salud, la cortedad del valor del beneficio simple que poseía en la parroquia de Almaluez, y las dificultades del prelado para «poder premiarle» él mismo «como quisiera», dado el reducido número de provisiones beneficiales que quedaban en sus manos.
Durante las guerras napoleónicas, la localidad fue ocupada por tropas francesas y posteriormente liberada en 1812 por el General Duran. Durante la guerra, la Junta de Defensa Provincial adoptó la modalidad de itinerante a lo largo de 1811 y comienzos de 1812, siendo Almaluez sede temporal de la misma. De Villel se trasladó a Almaluez del 30 de mayo de1811 al 22 de junio y una parte de julio, que era un lugar muy seguro, el 5 julio se reunió en Chércoles. El 1 de febrero de 1812 la Junta celebró de nuevo una sesión en Almaluez dónde se constató la imposibilidad de renovar los miembros de la Junta como era preceptivo según el Reglamento de Cortes.
El 1 de julio de 1808 se crea en la Villa de Almaluez le Batallón 1.º de Cazadores de Soria con 600 plazas, que sería el núcleo a partir del cual se desarrolla la División soriana que en el verano de 1811 llegó a contar con 7000 infantes y 500 caballos.
Durante la guerra civil española (1936-1939) en las inmediaciones de la localidad se ubicó un aeródromo que contó fundamentalmente con pilotos italianos, que junto a otro situado en la próxima localidad de Utrilla, dieron soporte a las tropas nacionales. El 29 de marzo de 1939 se registró el accidente de dos cazas Heinkel-112.
Por la ORDEN de 15 de octubre de 1963 se aprobó el Plan de Mejoras Territoriales y Obras de la zona de concentración parcelaria de Almaluez (Soria).
A la caída del Antiguo Régimen la localidad se constituye en gracioso municipio constitucional en la región de Castilla la Vieja, partido de Medinaceli que en el censo de 1842 contaba con 113 hogares y 462 vecinos.

## Geografía humana

### Demografía
Cuenta con una población de 124 habitantes (INE 2024).
| Gráfica de evolución demográfica de Almaluez entre 1842 y 2021 |
| |
| Población de derecho según los censos de población del INE Población de hecho según los censos de población del INEEntre el censo de 1981 y el anterior, crece el término del municipio porque incorpora a 42005 (Aguaviva de la Vega), 42074 (Chércoles) y 42143 (Puebla de Eca) |

### Población por núcleos
| Núcleos             | Habitantes (2000) | Habitantes (2010) | Habitantes (2017) |
| ------------------- | ----------------- | ----------------- | ----------------- |
| Almaluez            | 157               | 108               | 82                |
| Aguaviva de la Vega | 64                | 35                | 29                |
| Chércoles           | 52                | 34                | 29                |
| Puebla de Eca       | 30                | 18                | 8                 |

### Economía
Su economía se basa en la ganadería y agricultura. 
Respecto de la ganadería cabe destacar que hasta mediados del siglo XX, coincidiendo con la mecanización del campo, contaba con una amplia cabaña de caballos, mulas, burros y bueyes para el trabajo en el campo, que se alimentaban en la vega comunal. En el último cuarto del siglo XX contaba con 10 000 cabezas de ganado ovino, dos granjas de porcino y una pequeña explotación de engorde de ganado vacuno, que ha comienzos del siglo XXI han desaparecido. 
Respecto de la agricultura se cultiva trigo, cebada, centeno, avena y girasoles. En 2017 se plantaron aproximadamente 63 has. con 20 000 plantas de almendro. Se trata de una tierra muy arcillosa que requiere de gran cantidad de agua para criar la cosecha, situación que no siempre se produce y que ha dado origen al dicho Almaluez, un año para diez.

## Patrimonio

### Iglesia de Santa María Magdalena
Construida en el siglo XVI, de estilo gótico renaciente, de una sola y ancha nave, está dividida en cuatro tramos separados por arcos fajones algo apuntados sobre entablamento barroco, y tiene una cabecera ochavada cubierta con bóveda de crucería estrellada.
Los sillares de la iglesia son de grandes dimensiones y la mampostería con portada renaciente, una torre a los pies y cuerpo de campanas barroco.
El Baldaquino de la iglesia de Santa María es de grandes dimensiones, del siglo XVIII, construido en madera policromada y dorada, con columnas salomónicas muy ornamentadas, apoyadas sobre tableros con pilastras también decoradas.